# Osea Vakatalesau
Osea Vakatalesau (Suva, 15 januari 1986) is een voormalige Fijisch voetballer die bij voorkeur als aanvaller speelt.   
Op 12 augustus 2005 in de thuiswedstrijd tegen India maakte Vakatalesau debuut voor Fiji voetbalelftal. Hij kwam in 77e minuut als invaller voor Thomas Vulivuli. De wedstrijd werd gewonnen met 1-0.  Hij heeft 17 wedstrijden gespeeld en 13 doelpunten gescoord voor zijn nationale ploeg. Hij zat in de selectie die deed mee aan het voetbaltoernooi op Oceanisch kampioenschap in 2008.
Vakatalesau beëindigde zijn voetbalcarrière in 2023.